# Ricinocarpos trichophorus
Ricinocarpos trichophorus är en törelväxtart som beskrevs av Johannes Müller Argoviensis. Ricinocarpos trichophorus ingår i släktet Ricinocarpos och familjen törelväxter. Inga underarter finns listade i Catalogue of Life.